# Lippenstift am Kragen
Lippenstift am Kragen (Originaltitel Lipstick on Your Collar) ist eine britische Miniserie aus dem Jahr 1993, für die Dennis Potter das Drehbuch schrieb. Sie wurde zuerst durch den Sender Channel 4 ausgestrahlt. In der Serie spielte Ewan McGregor seine erste Hauptrolle.

## Handlung
Die Hauptgeschichte spielt 1956 in einem britischen Militärgeheimdienst in Whitehall, wo eine kleine Gruppe von außenpolitischen Analysten ihre ruhige Existenz durch die Sueskrise gestört sieht. Mick Hopper (Ewan McGregor) absolviert seinen Wehrdienst als Übersetzer russischer Dokumente. Von seinem Job gelangweilt, verbringt Hopper seine Tage damit, fantasievolle Tagträume zu kreieren, bei denen seine Kollegen in zeitgenössische Hits einbrechen. Sylvia Berry (Louise Germaine) ist mit dem gewalttätigen Corporal Pete Berry (Douglas Henshall) verheiratet. Sylvia ist ein Objekt der Begierde von Micks Bürokollegen Private Francis Francis (Giles Thomas) und einem Kinoorganisten mittleren Alters namens Harold Atterbow (Roy Hudd). Im Gegensatz zum gewieften Hopper ist Francis ein tollpatschiger walisischer Intellektueller, dessen akademische Laufbahn durch seine Einberufung in die Armee unterbrochen wurde. Das Erscheinen der belesenen Nichte eines abgeordneten amerikanischen Offiziers ermöglicht es den beiden Wehrpflichtigen, sich nach anfänglicher Nichtübereinstimmung mit geeigneten Partnern zusammenzufinden.
Das Hauptthema der Serie ist der Konflikt zwischen der alten Ordnung, wie sie von den Offizieren mittleren Alters in Whitehall sowie Francis’ prüden Onkel Fred und Tante Vickie repräsentiert wird, und der neuen „Rock'n'Roll“-Generation, die von Hopper und Sylvia repräsentiert wird. Obwohl die Serie chronologisch im Spätsommer und Herbst 1956 spielt und in der Invasion von Suez gipfelt, wurden viele der verwendeten Lieder, einschließlich des Titelsongs, erst später in den 1950er Jahren veröffentlicht.
Einige der Nebenthemen sind der Einfluss des amerikanischen Rock ’n’ Roll auf die britische Gesellschaft, die Kluft zwischen den leitenden Analysten, die reguläre Offiziere der Armee sind, und den einberufenen anderen Dienstgraden, die Arbeit des russischen Dramatikers Anton Pawlowitsch Tschechow und die Wertschätzung opulenter Theaterorgeln. Der ungewöhnliche Kontext – eine Militärkultur, die in eine Büroumgebung im Stil eines öffentlichen Dienstes übertragen wurde – spiegelt Potters eigenen Nationaldienst in den 1950er Jahren wider.

## Musik
In der Serie sind unter anderem folgende Musikstücke zu hören:
- Lipstick On Your Collar – Connie Francis (Titelsong)
- The Man with the Golden Arm – The Billy May Orchestra
- The Great Pretender, Only You (And You Alone) und My Prayer – The Platters
- Earth Angel und Sh-Boom (Life Could Be a Dream) – The Crewcuts
- Little Bitty Pretty One – Thurston Harris
- Garden of Eden und Green Door – Frankie Vaughan
- Blueberry Hill und I'm in Love Again – Fats Domino
- Don't Be Cruel – Elvis Presley
- The Story of My Life – Michael Holliday
- It's Almost Tomorrow – The Dreamweavers
- Your Cheatin’ Heart – Hank Williams
- In a Persian Market Place – Nigel Ogden
- Blue Suede Shoes – Carl Perkins
- Raining in My Heart – Buddy Holly
- Be-Bop-A-Lula – Gene Vincent
- By a Sleepy Lagoon – William Thorp und Mike Houghton
- Jealousy – William Thorp, Mike Houghton und Jack Emblow
- Unchained Melody – Les Baxter
- Try a Little Tenderness und So Tired
- I'm Beginning to See the Light – komponiert von Duke Ellington und  Harry James
- Young Love – Sonny James
- The Fool – Sanford Clark
- Band of Gold – Don Cherry
- Sanctuary of the Heart – Nigel Ogden
- Robin Hood (TV Theme) – Garry Miller
- Heartbreak Hotel – Elvis Presley
- It'll Be Me – Jerry Lee Lewis
- Love Is Strange – Mickey & Sylvia
- Lotta Lovin – Gene Vincent
- Lay Down Your Arms – Anne Shelton

## Sonstiges
Die Serie war 1994 in den Kategorien „Beste Maske“ und „Beste Musik“ für den BAFTA-Award nominiert.
Der (Original)-Serientitel ist ein Anachronismus: Obwohl die Handlung im Jahr 1956 angesiedelt ist, wurde der Titelsong von Connie Francis erst 1959 veröffentlicht.
In Deutschland wurde Mitte der 1990er Jahre sowohl die Originalfassung mit deutschen Untertiteln wie auch eine synchronisierte Version ausgestrahlt.